# 竹沢村 (埼玉県)
竹沢村（たけざわむら）は埼玉県の中西部、比企郡に属していた村。

## 地理
- 河川：兜川

## 歴史
- 1889年（明治22年）4月1日 町村制施行により、比企郡笠原村、原川村、男衾郡靱負村、木部村、勝呂村、木呂子村が合併し比企郡竹沢村が成立する。
- 1955年（昭和30年）2月11日 小川町、大河村、八和田村と合併し小川町を新設する。

## 交通

### 鉄道
- 日本国有鉄道（現：東日本旅客鉄道）
  - 八高線：竹沢駅
- 東武鉄道
  - 東上本線：東武竹沢駅